# 水村駅
水村駅（スチョンえき、朝鮮語: 수촌역）は、咸鏡南道端川市にある駅で、クムゴル線に属する。 

## 隣の駅
クムゴル線
東巌駅 - 水村駅 - 新坪駅